# Achacjusz z Melitene (zm. ok. 251)
Achacjusz z Melitene, lub Akacjusz, również: Achacy Wyznawca, Dobry Anioł (zm. ok. 251) – patron Melitene (obecnie Malatya) i jej biskup (lub innego miasta w Azji, najprawdopodobniej Antiochii Pizydyjskiej) w starożytnej Armenii, święty katolickich Kościołów wschodnich i greckokatolickich.

## Życiorys
Wiadomo o nim, że zmarł za czasów cesarza Decjusza. Achacjusz, który nie chciał składać ofiary cesarzowi, stanął przed trybunałem namiestnika Marcjana przesłuchującego go w imieniu cesarza. Decjusz ułaskawił jednak Achacjusza, lecz brak jest dokładniejszych informacji o losach świętego. Przypisywano mu wielką pobożność i czczono po śmierci, szczególnie na Wschodzie.
Jego wspomnienie liturgiczne obchodzone jest 31 marca według kalendarza gregoriańskiego.
Nie należy mylić Świętego Achacjusza z Achacjuszem Meliteńskim, biskupem Melitene, zmarłym w 438 roku, którego wspomina się 17/30 kwietnia. Prawdopodobnie na skutek aktywności Achacjusza na Soborze Efeskim w 431 roku nastąpiło nieporozumienie i łączy się obu świętych z Melitene, chociaż do końca nie jest pewne, czy Achacjusz z V wieku był świętym.